# MIREL

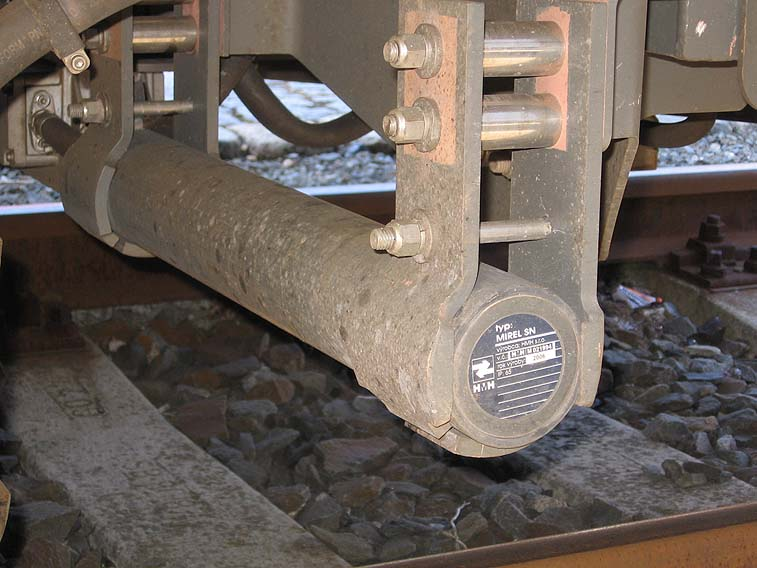
Snímač vlakového zabezpečovače Mirel

MIREL je vozidlová část vlakového zabezpečovače používaného na slovenských, maďarských a českých železnicích od společnosti HMH, s.r.o. Spolupracuje s traťovou částí zabezpečovače LS. Používá se i na hnacích vozidlech ČD, Leo Express, ARRIVA vlaky, RegioJet a KŽC Doprava a je instalován i na některých vozidlech dalších dopravců – například na strojích ř. 1216 ÖBB, které zajíždějí na území Česka a Slovenska. Existují i verze schopné spolupracovat s traťovou částí maďarského zabezpečovače EVM 120, nebo polského zabezpečovače SHP.

## Popis
Vlakový zabezpečovač MIREL je elektronické mikroprocesorové zařízení. Je schválen pro maximální rychlost 160 km/h. Základní zdokonalení proti zabezpečovačům typu LS spočívá v kontrole rychlosti vlaku a generování brzdné křivky, při jejímž překročení dojde k samočinnému zastavení vlaku. Nutno ale zmínit, že vlivem absence bodové traťové části zabezpečovače je tato křivka generovaná pouze podle rychlosti vozidla, nikoli podle skutečné délky oddílu.

## Funkce v národní volbě CZ/SK
Před uvedením vozidla do chodu je třeba zvolit režim, ve kterém má zařízení pracovat. Jsou čtyři možnosti:
- posun – POS
- provoz – PRE (prevádzka)
- výluka – VÝL
- závěs – ZÁV

### Posun
Maximální rychlost vozidla je 40 km/h. Při rychlosti nad 20 km/h je třeba obsluhovat tlačítko bdělosti.

### Provoz
Před jízdou je třeba zadat maximální dovolenou rychlost vlaku. Za jízdy platí v závislosti na přijímaném kódu tyto maximální rychlosti:
- zelená – maximální předvolená rychlost vlaku
- žlutá – 120 km/h[3]
- žluté mezikruží – 40 km/h (resp. 60, 80 nebo 100 km/h – nastavuje manuálně strojvedoucí podle návěstí na návěstidlech)
- červená – 40 km/h
- bez kódu – 120 km/h

Pokud zařízení přijme kód, který návěstí rychlost nižší, než je okamžitá rychlost vlaku, začne generovat brzdnou křivku. Vypočtená maximální rychlost podle této křivky se zobrazuje na displeji. Při jejím překročení vlak samočinně zabrzdí, pokud ovšem předtím nepřepne strojvedoucí zabezpečovač do režimu manuál.
Tlačítko bdělosti není třeba obsluhovat v následujících případech:
- vozidlo je zabrzděno přídavnou brzdou a jeho rychlost je nižší, než 15 km/h
- je přenos návěstního kódu, kromě červené po ukončení brzdné křivky

### Výluka
Používá se, pokud je strojvedoucí zpraven o výluce traťové části vlakového zabezpečovače. Všechny funkce jsou zachovány, kromě přenosu návěstních znaků, takže zařízení  se chová, jako při jízdě na nekódované trati.

### Závěs
Zařízení kontroluje maximální rychlost a směr, je-li nastaven. Tento režim se používá, pokud z vozidla není ovládána průběžná brzda (při použití na postrku, nebo je-li před něj zařazena přípřežní lokomotiva).

## Vlastnosti
Jedná o zařízení pracující s existující traťovou částí, které v rámci daných možností přispívá k dalšímu zvýšení bezpečnosti a snížení pravděpodobnosti nerespektování návěstí, základní omezení zabezpečovače LS zde tedy zůstávají. Ke čtyřem kódům jsou přiřazeny určité cílové rychlosti, avšak značná část odpovědnosti zůstává na strojvedoucích. Zařízení tedy nedostane informaci o konkrétní rychlosti, proto v případě, že je návěstěna změna rychlosti vyšší, než 40 km/h, musí strojvedoucí rychlost ručně zvýšit. Při přenosu kódu pro návěst stůj je cílová rychlost 40 km/h a strojvedoucí ji nemůže měnit. Stejně tak při přenosu kódu pro návěst výstraha zařízení generuje křivku do rychlosti 120 km/h bez možnosti její změny.  
Brzdná křivka je generovaná tak, aby při jejím překročení zastavil vlak daným zpomalením (mění se v závislosti na maximální rychlosti vlaku zadávané do MIRELu strojvedoucím) před samotným návěstidlem. Zařízení aktuální rychlost podle brzdné křivky zaokrouhlenou na 5 km/h zobrazuje na displeji. Pokud by došlo k překročení této rychlosti s nulovou tolerancí, dojde k otevření elektromagnetického šoupátkového ventilu a tedy vypuštění průběžného potrubí, které vede k zastavení vlaku. Ve verzi V03 musel strojvedoucí vyčkat úplného zastavení vlaku a poté nouzové brzdění potvrdit, čímž došlo k odbrzdění vlaku. Ve verzi V04 je již možné nouzové brzdění potvrdit ihned po zániku podmínek vedoucích k jeho vzniku – tj. rychlost vlaku klesla pod rychlost podle brzdné křivky. 
Zařízení nemá přehled o skutečném umístění návěstidel, proto předpokládá minimální možnou zábrzdnou vzdálenost pro zadanou maximální rychlost vlaku (pro rychlost 160 km/h je taková vzdálenost rovna 1000 m). Z tohoto důvodu zařízení obsahuje režim manuál, který strojvedoucí může použít v případě, pokud je aktuální oddíl výrazně delší, než oddíl uvažovaný a tedy by došlo k zbytečnému omezení rychlosti vlaku daleko před samotným návěstidlem. V případě režimu manuál, zařízení nekontroluje brzdnou křivku, což je kompenzováno kontrolou bdělosti strojvedoucího ve zkrácených intervalech. 
I při dodržení brzdné křivky a nepoužití režimu manuál však končí její kontrola v rychlosti 40 km/h a při obsluze tlačítka bdělosti není žádná další podmínka pro zastavení vlaku, pokud dojde k projetí návěstidla v poloze stůj. 
Verze MIREL V04 při ztrátě kódu po projetí stůj (tj. předpoklad obsazeného oddílu, příp. možný lom kolejnice) prodlouží maximální rychlost 40 km/h na dalších 1000 m. 
MIREL také kontroluje zajištění vlaku proti samovolnému rozjetí. Při zastavení a nezajištění vlaku začne zařízení do 20 sekund upozorňovat strojvedoucího na tuto skutečnost akustickou signalizací. Pokud ani do dalších pěti vteřin nedojde k zajištění vlaku, otevře zařízení elektromagnetického šoupátkového ventilu a vypustí průběžné potrubí. Tím dojde k zabrzdění vlaku. 
Zabezpečovač MIREL je pravděpodobně vrcholem vývoje zabezpečovače LS. Další cesta vede pouze směrem k evropskému zabezpečovači ETCS, na kterém společnost HMH intenzivně pracuje.[nenalezeno v uvedeném zdroji]